# آدم‌خوار (آلبوم کشا)
آدم‌خوار (به انگلیسی: Cannibal) نخستین آلبوم چندآهنگه از خواننده-ترانه‌پرداز آمریکایی کشا است که در ۱۹ نوامبر سال ۲۰۱۰ منتشر گردید. تهیه‌کنندگی این آلبوم بر عهده دکتر لوک بود و بنی بلانکو و مکس مارتین در این آلبوم با وی همراهند. اولین آهنگی که از این آلبوم وارد بازار شد با نام «همینیم که هستیم» بود که آهنگ موفقی شد. این آهنگ در کشورهای آمریکا، کانادا و استرالیا مقام اول آورد. همچنین مقام ۳۰ را در بیلبورد ۱۰۰ پایان سال به‌دست آورد.